# Nationalpark Rodna-Gebirge

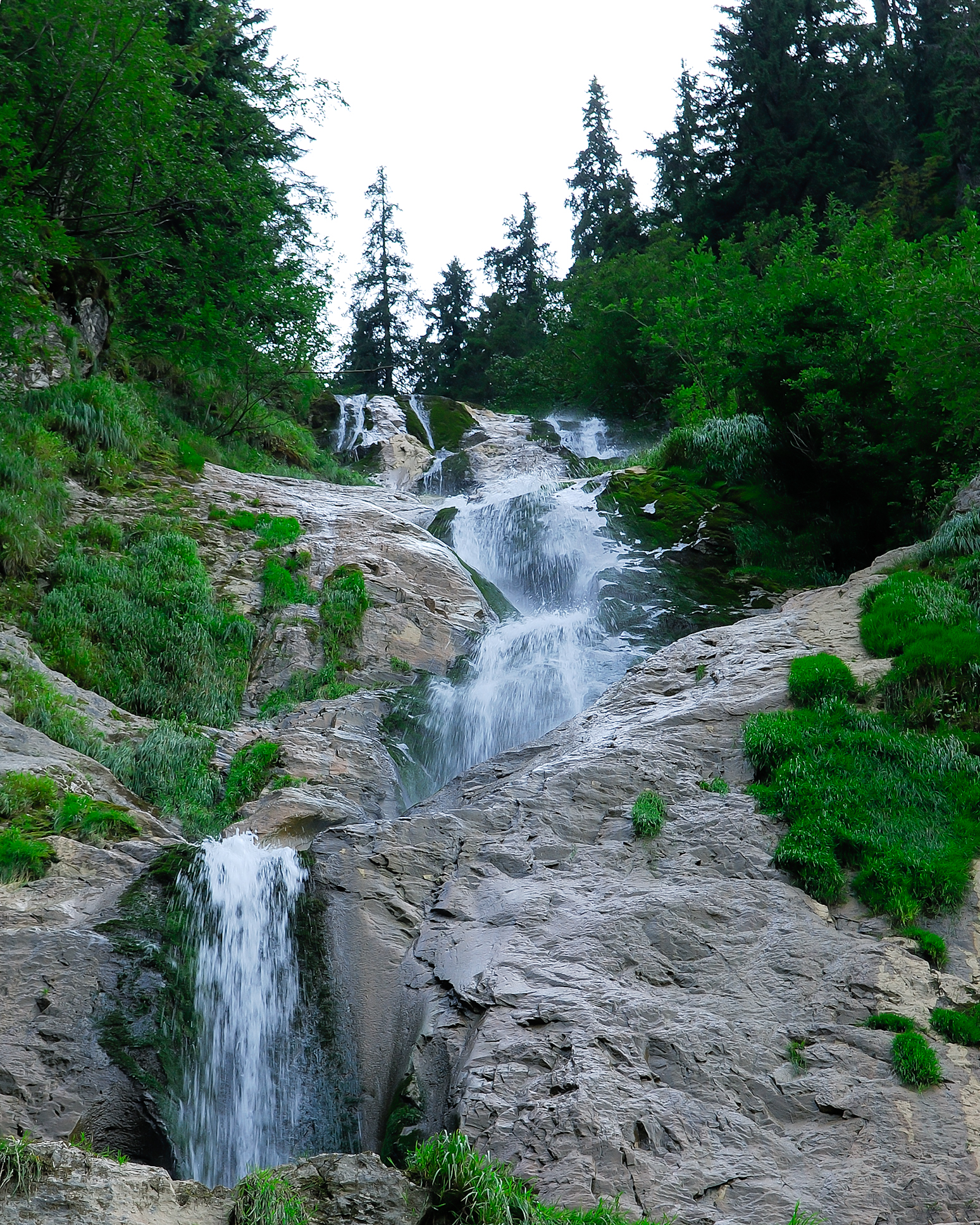
Cascada Cailor

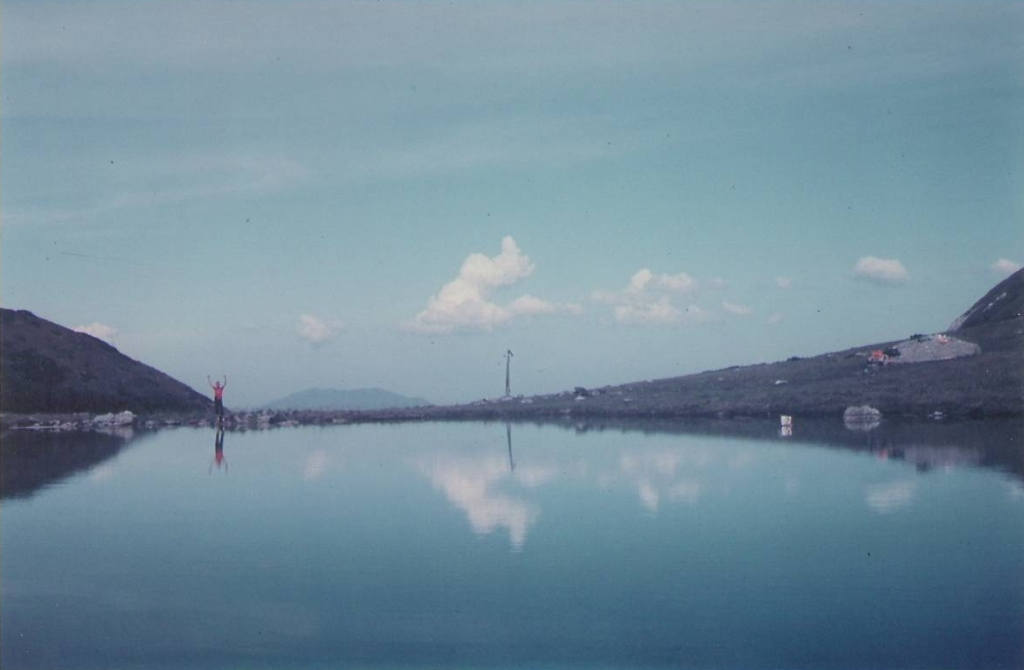
Iezer-See

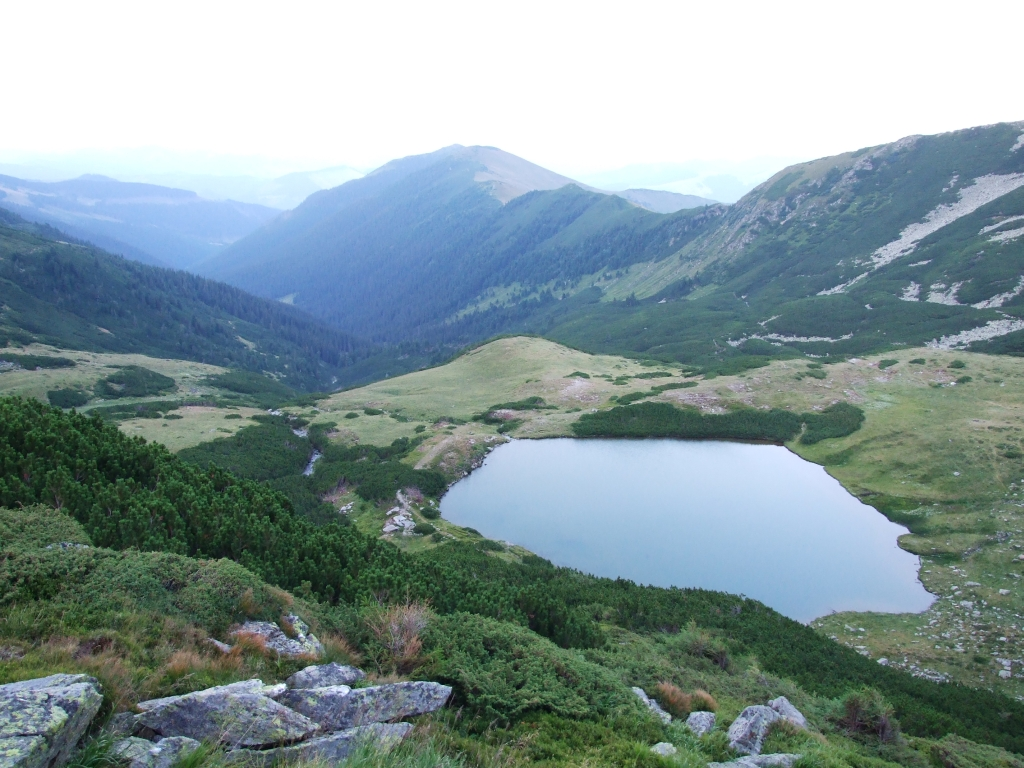
Lala-Mare

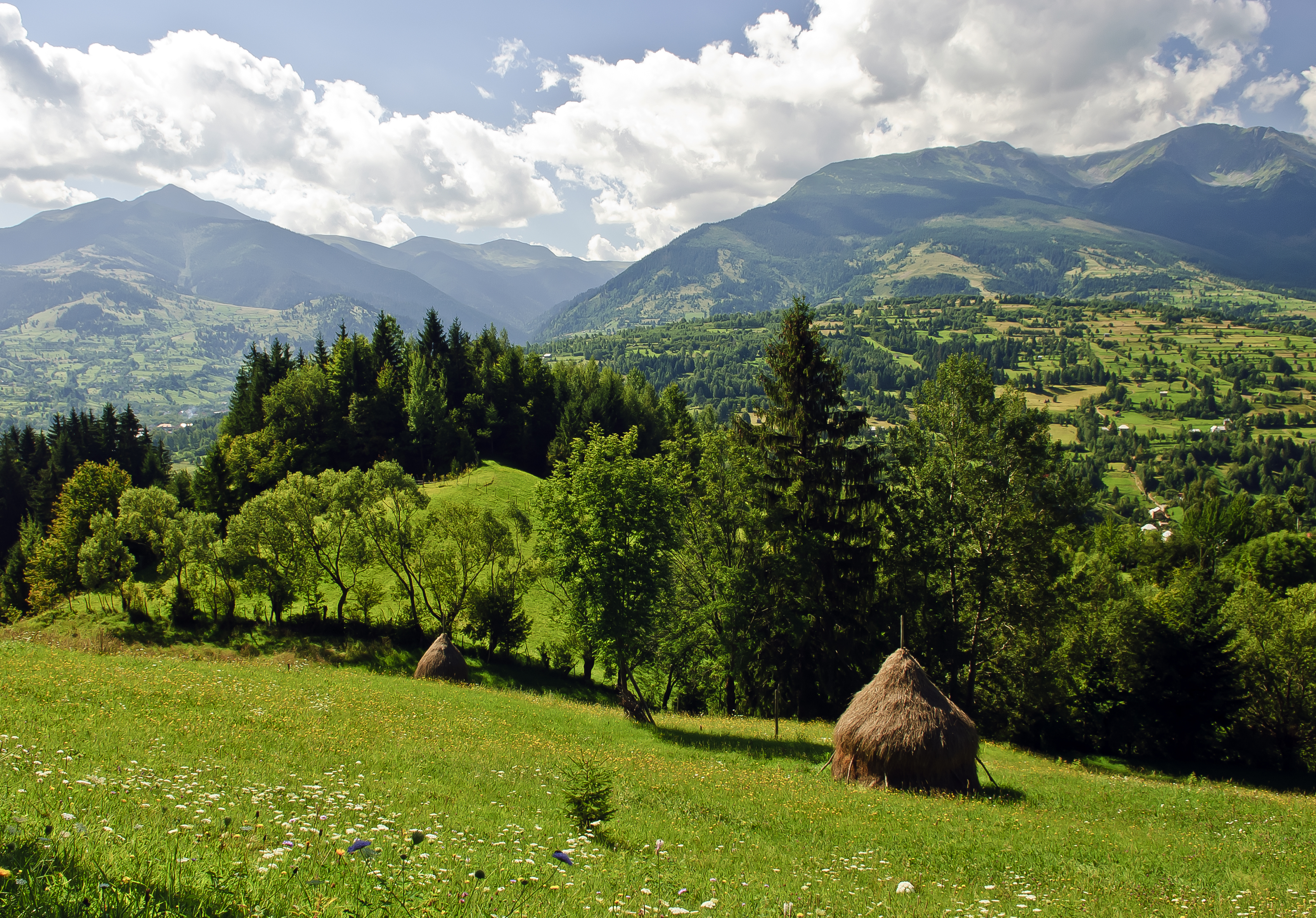
Pietrosu Mare

Der Nationalpark Rodna-Gebirge (rumänisch Parcul Național Munții Rodnei) liegt im Rodna-Gebirge im Norden Rumäniens. Er erstreckt sich auf einem Areal von 46.399 Hektar in den Kreisen Maramureș und Bistrița-Năsăud. Der 1990 ausgewiesenen Park umfasst eine Fläche von 472 km² und hat die WDPA ID 11171.

## Geographie
Der Nationalpark Rodna-Gebirge kann mit dem Auto auf der Europastraße E58 bis Iacobeni, dann auf der Nationalstraße DN 18 bis Prislop, Borșa, Moisei erreicht werden, oder auf der Europastraße E58 bis Beclean, dann auf der Nationalstraße DN 17C bis Romuli, Săcel beziehungsweise auf der Nationalstraße DN 17D bis Șanț.

## Geschichte
Im Jahr 1932 wurde das Reservat Pietrosul Mare zuerst mit einer Fläche von 182 Hektar unter Naturschutz gestellt und später auf 3300 Hektar ausgedehnt. 1979 verlieh das UNESCO-Komitee Man and the Biosphere Programme in Paris dem Naturschutzgebiet den Status eines Biosphärenreservats.
In seiner heutigen Form wurde der Nationalpark Rodna-Gebirge im Jahr 2000 gegründet. Mit einer Gesamtfläche von über 46.000 Hektar ist das Rodna-Gebirge der größte Nationalpark Rumäniens. Etwa 80 % des Naturparks liegen im Landkreis Bistrița-Năsăud, und fast 20 % im Kreis Maramureș. 2004 wurde die Naturparkverwaltung gegründet, die dem nationalen Forstamt Romsilva unterstellt ist. Der Nationalpark Rodna-Gebirge wurde von der UNESCO zum Weltnaturerbe 2014 nominiert.

## Beschreibung
Im Rodna-Gebirge gibt es 28 Gletscherseen, diese stellen eines der charakteristischen Landschaftselemente des Rodna-Gebirges dar und liegen in Höhen zwischen 1800 und 1950 Meter. Die bekanntesten sind der Buhăiescu-See, der Iezer-See, der Lala-See und der Știolu-See. Es gibt außerdem zahlreiche Wasserfälle und Mofetten. Der Nationalpark umfasst vier streng geschützte Zonen: Pietrosul Mare, Ineu-Lala, Bila-Lala und die Bătrâna-Quelle.
Zu den wissenschaftlichen Zonen des Nationalparks Rodna-Gebirge gehören die Naturreservate Pietrosu Mare und Piatra Rea im Norden des Parks. In der Pufferzone Corungiș ist die Holzverarbeitung bedingt erlaubt.
Eine besondere Attraktion im Naturpark Rodna-Gebirge stellen die geologischen Karsterscheinungen dar. Auf dem Nordhang gibt es mehrere Kargletscher und im Kalkstein des Südteils insgesamt 72 Höhlen, von denen der Iza-Blauquell, die Baia lui Schneider und die Cobășel-Höhle die wichtigsten sind.

## Geoglogie und Hydrologie
Die beachtenswerte Höhe des Rodna-Gebirges ist das Ergebnis der petrografischen Zusammensetzung und der tektonischen Bedingungen. Das Gebirge erscheint in Form eines aus kristallinem Schiefer zusammengesetzten, von tiefen Verwerfungen umgebenen Horstes. Am südlichen Rand des Rodna-Gebirges befinden sich vulkanische Gesteine aus dem Neogen in Form von Erhebungen. Diese sind entlang der geomorphologisch-hydrographischen Achse des Flusses Somesch angeordnet. Die Ablagerungsgesteine kretazischen und paläozänen Alters (Mergel, Sandstein, Konglomerate und Kalkstein) verleihen dem Relief charakteristische Züge. Aus der ganzen Gebirgskette der Ostkarpaten erhält das Rodna-Gebirge die Spuren der quartären Gletscher am besten. Das Gletscherrelief ist auf dem Nordhang gut entwickelt. Auf dem Südhang ist das Gletscherrelief schwächer vertreten durch Lalas Gletschertal, mit der schönsten Moräne der Karpaten. Den südlichen Teil des Rodna-Gebirges bildet eine Karstlandschaft mit Höhlen und durch Verwitterung entstandene Rinnen, sogenannten Karren. Beispielhaft hierfür sind die Cascada Cailor und Valea Rea. Das Rodna-Gebirge stellt einen hydrographischen Knotenpunkt dar, wobei der Abfluss nach den vier Flüssen Goldene Bistrița, Großer Somesch, Vișeu und Iza stattfindet.

## Wirtschaft
Die Einwohner der Region leben von der Holzverarbeitung, 21 Gemeinden besitzen Forstflächen im Nationalpark Rodna-Gebirge. Diese Flächen können nur eingeschränkt genutzt werden.
Die Parkverwaltung hat Tourismus-Programme insbesondere für den Ökotourismus erstellt. Von den 10 Programmen ist das des Reittourismus am besten angenommen worden. Die beliebtesten Wanderrouten befinden sich im Nordteil des Nationalparks. Seit 2005 wird ein Monitoring der Sehenswürdigkeiten durchgeführt. Die meisten Gäste besichtigen die Cascada Cailor und den Ştiolu-See, sowie den Hauptkamm des Rodna-Gebirges, den Pietrosu-Mare.

## Flora
Der Nationalpark Rodna-Gebirge verfügt über eine vielfältige Flora. Insgesamt wurden 1200 Gefäßpflanzenarten, über 300 Flechtenarten und über 200 Moosarten identifiziert und katalogisiert. Die Rote Liste der geschützten Arten des Nationalparks umfasst über 270 Tier- und Pflanzenarten. Die bekannteste geschützte Pflanzenart, die als Wahrzeichen des Parks gilt, ist die Silene nivalis oder auch Feuernelke des Rodna-Gebirges.
Die Fichtenwälder vermischen sich mit Tannen- und Buchenwälder. Ausgedehnte alpine Weiden, die von Rhododendron, von Heidelbeer- und Preiselbeersträuchern unterbrochen werden, bedecken weite Flächen.
Seltene Leimkräuter (Silene nivalis), Bärenklau (Heracleum carpaticum, Heracleum palmatum), Edelweiß (Leontopodium alpinum), Gelber Enzian (Gentiana lutea), Rhododendron und Krummholz-Kiefer (Pinus montana) wachsen auf 30 % des Pietrosu Mare.
Unter den Nadelbäumen und -sträuchern sind hier anzutreffen:
Weiß-Tanne (Abies alba),
Gemeine Fichte (Picea Abies),
Kiefern (Pinus),
Europäische Lärche (Larix decidua),
Zirbelkiefer (Pinus cembra),
Lärchen (Larix),
Europäische Eibe (Taxus baccata).
Laubbäume und -stäucher im Nationalpark sind:
Traubeneiche (Quercus petraea),
Stieleiche (Quercus robur),
Rotbuche (Fagus sylvatica),
Hainbuche (Carpinus betulus),
Berg-Ahorn (Acer pseudoplatanus),
Winter-Linde (Tilia cordata),
Gemeine Esche (Fraxinus excelsior),
Gewöhnliche Rosskastanie (Aesculus hippocastanum),
Bergulme (Ulmus glabra),
Spitzahorn (Acer platanoides),
Feldahorn (Acer campestre),
Hänge-Birke (Betula pendula),
Vogel-Kirsche (Prunus avium),
Espe (Populus tremula),
Grün-Erle (Alnus viridis),
Schwarz-Erle (Alnus glutinosa),
Silber-Weide (Salix alba),
Sal-Weide (Salix caprea).
Eine Vielfalt von Gefäßpflanzen, darunter seltene bis endemische Arten gedeihen hier:
Siebenbürgische Alpenrose (Rhododendron kotschyi),
Alpen-Edelweiß (Leontopodium alpinum),
Arznei-Engelwurz (Angelica archangelica),
Stern-Narzisse (Narcissus stellaris),
Trollblume (Trollius europaeus),
Leberblümchen (Hepatica transsilvanica),
Gelber Enzian (Gentiana lutea),
Schachblume (Fritillaria meleagris),
Alpen-Mutterwurz (Ligusticum mutellina),
Bärenklau (Heracleum palmatum),
Flockenblumen (Centaurea kotschyana),
Arnika (Arnica montana),
Färberkamille (Anthemis tinctoria),
Nachtviolen (Hesperis nivea),
Wiesen-Glockenblume (Campanula patula),
Nelken (Dianthus tenuifolius),
endemische Leimkräuter (Lychnis nivalis),
Stängelloses Leimkraut (Silene acaulis),
Rundblättriger Sonnentau (Drosera rotundifolia),
Schwarze Krähenbeere (Empetrum nigrum),
Berg-Hauswurz (Sempervivum montanum),
Kleiner Strahlensame (Silene pusilla),
Gemeines Fettkraut (Pinguicula vulgaris)
Alpen-Fettkraut (Pinguicula alpina),
Fieberklee (Menyanthes trifoliata),
Schildblättriger Hahnenfuß (Ranunculus thora),
Aconitum toxicum,
Hohe Schlüsselblume (Primula elatior),
Ungarische Soldanelle (Soldanella hungarica),
Zwerg-Primel (Primula minima),
Bewimperter Mannsschild (Androsace chamaejasme),
Milzkräuter (Chrysosplenium alpinum),
Brand-Knabenkraut (Orchis ustulata).

## Fauna
Was die Fauna betrifft, so wurden in den letzten 30 Jahren über 2000 Tierarten katalogisiert. Davon sind einige wirbellose Tiere spezifisch für den Park. Die großen Tiere sind im Rodna-Gebirge gut vertreten: Wölfe, Bären, Luchse, Hirsche, Rehe, Füchse, Steinböcke. Die Steinböcke, die in Rumänien zu den geschützten Arten gehören, werden zweimal im Jahr, im Frühling und im Herbst, gezählt. Im Rodna-Gebirge leben über 100 Steinbock-Exemplare.
Die vom Aussterben bedrohten Gämse und Murmeltiere wurden in dieser Region nach dem Zweiten Weltkrieg erfolgreich angesiedelt. Weitere geschützte Tiere sind der Rothirsch (Cervus elaphus), der Eurasische Luchs (Lynx lynx), der Baummarder (Martes martes), das Rehwild und der Wolf (Canis lupus).
Gämse (Rupicapra rupicapra),
Alpenmurmeltier (Marmota marmota),
Braunbär (Ursus arctos),
Fischotter (Lutra lutra),
Eurasischer Luchs (Lynx lynx),
Wildkatze (Felis silvestris),
Steinmarder (Martes foina),
Mauswiesel (Mustela nivalis)
Rotfuchs (Vulpes vulpes),
Wildschwein (Sus scrofa),
Eichhörnchen (Sciurus vulgaris),
Tatra-Wühlmaus (Microtus tatricus),
Waldbirkenmaus (Sicista betulina),
Erdmaus (Microtus agrestis),
Feldmaus (Microtus arvalis),
Europäischer Maulwurf (Talpa europaea),
Kleines Mausohr (Myotis blythii),
Großes Mausohr (Myotis myotis).
Zu den Vogelarten zählen:
Steinadler (Aquila chrysaetos),
Raufußkauz (Aegolius funereus),
Haselhuhn (Tetrastes bonasia),
Ziegenmelker (Caprimulgus europaeus),
Mornellregenpfeifer (Charadrius morinellus),
Schwarzstorch (Ciconia nigra),
Weißrückenspecht (Dendrocopos leucotos),
Schwarzspecht (Dryocopus martius),
Dreizehenspecht (Picoides tridactylus),
Zwergschnäpper (Ficedula parva),
Halsbandschnäpper (Ficedula albicollis),
Sperlingskauz (Glaucidium passerinum),
Neuntöter (Lanius collurio),
Wespenbussard (Pernis apivorus),
Auerhuhn (Tetrao urogallus)
Habichtskauz (Strix uralensis)
Zwergadler (Hieraaetus pennatus),
Zwergohreule (Otus scops),
Uhu (Bubo bubo),
Steinkauz (Athene noctua),
Weißstorch (Ciconia ciconia),
Graureiher (Ardea cinerea),
Kolkrabe (Corvus corax),
Birkhuhn (Lyrurus tetrix).
Unter den Reptilien und Amphibien sind anzutreffen:
Zauneidechse (Lacerta agilis),
Östliche Smaragdeidechse (Lacerta viridis),
Würfelnatter (Natrix tessellata),
Schlingnatter (Coronella austriaca),
Äskulapnatter (Elaphe longissima),
Mauereidechse (Podarcis muralis),
Blindschleiche (Anguis fragilis),
Ringelnatter (Natrix natrix),
Kreuzotter (Vipera berus),
Gelbbauchunke (Bombina variegata),
Nördlicher Kammmolch (Triturus cristatus),
Bergmolch (Triturus alpestris),
Teichmolch (Triturus vulgaris),
Springfrosch (Rana dalmatina),
Grasfrosch (Rana temporaria),
Europäischer Laubfrosch (Hyla arborea)
Feuersalamander (Salamandra salamandra).
In den Flüssen leben die Bachforelle (Salmo trutta fario), die Äsche (Thymallus thymallus) und die Elritze (Phoxinus phoxinus).